# Rosetta Stame
Rosina Stame, detta Rosetta, (Roma, 15 dicembre 1937 – Roma, 27 febbraio 2019) è stata una funzionaria italiana al Ministero della Pubblica Istruzione e presidente nel 2007 dell'ANFIM (Associazione nazionale tra le famiglie italiane dei Martiri caduti per la Libertà della Patria). 
Primogenita di Nicola Ugo Stame, tenore lirico e partigiano, assassinato il 24 marzo 1944 alle Fosse Ardeatine, è stata a lungo memoria storica di quell'eccidio..

## Biografia
Rosina era la primogenita del tenore lirico Nicola Ugo Stame e di Lucia Zauli. Rimaneva orfana del padre all'età di sei anni.
Il padre, nato nel 1908 a Foggia, cantava sui palcoscenici più prestigiosi d'Italia. Decise di rendere pubblica la sua opposizione al fascismo e fu arrestato nel 1939 durante le prove per la Turandot al Teatro dell'Opera di Roma. Dopo quattro mesi fu rilasciato. Durante la seconda guerra mondiale divenne Sergente Maggiore della Regia Aeronautica. Dopo l'armistizio dell'8 settembre decideva di non continuare la sua carriera di tenore né di fuggire negli Stati Uniti (dove era già in programma una tournée). Sì arruolò invece nel gruppo clandestino di resistenza Bandiera Rossa, un movimento comunista. Fu arrestato il 24 gennaio 1944. Fu torturato in Via Tasso. Fu condannato dal Tribunale Speciale Tedesco e poi trasferito al carcere di Regina Coeli. Fu scelto in seguito per l'esecuzione durante il eccidio delle Fosse Ardeatine.
Giulia Spizzichino, una amica, sopravvissuta di una famiglia con 26 vittime della Shoah, descriveva nel suo libro La farfalla impazzita uno degli ultimi incontri tra padre e figlia. Durante una visita nel carcere di Regina Coeli la piccola ragazza chiedeva il padre perché fosse in un posto così terribile. Il padre le diede la risposta: «Sto qui perché mai più una bambina debba passare ciò che stai passando tu ora.» Secondo Spizzichino, la ragazza allora non capì bene. Pero questa frase le ha fatto compagnia per tutta la vita.
Insieme ad altre vedove, la madre costituì nel giugno 1944 il Comitato dei 320, che chiedeva per la riesumazione e l'identificazione delle vittime. Dopo di che si scopriva che le salme erano 335 invece delle 320 originariamente sospettate. Man mano questo comitato divenne l'Associazione Nazionale tra le Famiglie Italiane dei Martiri Caduti per la Libertà della Patria (A.N.F.I.M.). La madre continuava il suo lavoro volontario. Più tardi, la figlia ha assunto questo compito.
Rosina Stame studiava presso l'I.C. Largo Oriani e ottenne il diploma magistrale. Lavorava per oltre dieci anni nella banca Credito Italiano. Dopo la maternità entrava a far parte nel settore Scuola Media del Ministero della pubblica istruzione. Lì ha lavorato dal 1968 al 1991, quando andava in pensione. In un’intervista al Messaggero raccontava che suo padre era stato torturato a via Tasso da Erich Priebke, uno degli assassini di suo padre. In seguito lei fu portata in Tribunale Civile da Priebke e fu condannata "a risarcire il boia delle Ardeatine per 70 milioni di lire, compresa la pubblicazione della sentenza su alcuni giornali."
Il 7 marzo 2007 è stata acclamata quale presidente dell'ANFIM durante l'XI Congresso Nazionale organizzato nella Casa del Mutilato in Piazza Adriana di Roma. Ciò è avvenuto dopo quasi cinquant'anni di lavoro volontario per l'associazione. Subentrava allo scomparso Giovanni Gigliozzi, rimasto alla guida dell'associazione per più di trent'anni. I suoi compiti principali sono la promozione del ricordo, la salvaguardia dei luoghi degli eccidi ed il dialogo con i giovani, dando testimonianza dei crimini contro l'umanitá.